# 備後本庄站
備後本庄站（日语：／ Bingo-Honjō eki */?）是位於廣島縣福山市本庄町中三丁目，西日本旅客鐵道（JR西日本）的福鹽線車站。

## 歷史
在福鹽線的前身兩備鐵道的時代，此站還未存在。在國鐵收購後的1935年（昭和10年），橫尾站至福山站之間開通，在1940年（昭和15年）2月1日，此站最終啟用（站前設有紀念碑）。

### 年表
- 1940年（昭和15年）2月1日 - 車站啟用。
- 1987年（昭和62年）4月1日 - 伴隨國鐵分割民營化，車站由西日本旅客鐵道（JR西日本）營運。
- 1991年（平成3年）4月1日 - 成為無人車站。
- 2007年（平成19年）
  - 7月 - 引入可支援ICOCA的簡易自動閘機。
  - 9月1日 - 此站開始可以使用IC卡「ICOCA」。
- 2018年（平成30年）
  - 3月17日 - 隨著實施時間表修正，所有列車都會打開車門上下車。
  - 7月6日 - 發生2018年7月西日本豪雨，使福山站至府中站之間暫停服務。
  - 7月21日 - 福山站至神邊站之間重開。

## 車站構造

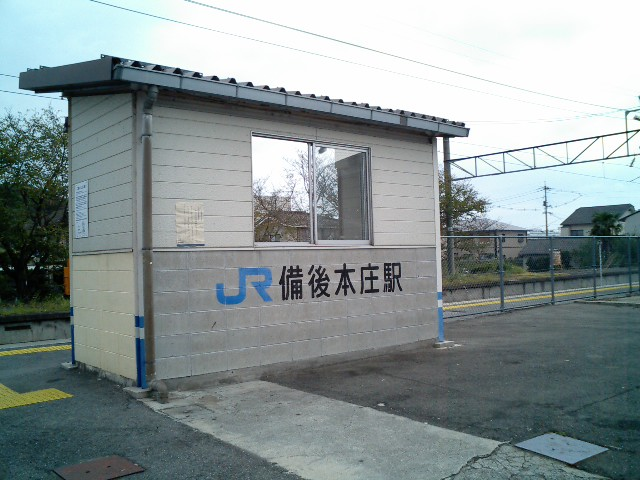
引入ICOCA前的舊車站大樓（2005年10月）

車站是一座地面車站，設有1面1線的單式月台。前往府中方向的列車會開啟左邊車門。曾經此站設有2面2線的相對式月台2面2線，後來東邊（上行線）月台不再使用。現時月台對面種植了櫻花樹和還有國鐵時代的站名牌。隨著福鹽線啟用100周年，於2014年7月，車站大樓復原為當地的面貌。
此站是由福山站管理的無人車站。在1988年前，當時車站最接近廣島縣立北陽高等學校，後來學校遷移至明王台團地，成為廣島縣立福山明王台高等學校後，使用人次大幅減少。便於1991年變成簡易委託車站，後來更成為無人車站。在1990年代中期把車站大樓撤走，改為設置候車室。後來，隨著引入ICOCA，候車室的背面開設出入口，變成一座簡單的車站大樓，在數個月後擴建變成現狀。在車站大樓翻新同時加設可支援ICOCA的簡易式自動閘機和自動售票機。此站可以使用ICOCA與其互相使用的IC卡。

## 利用狀況
以下為近年1日平均乘車人次列表。
| 年度               | 1日平均 乘車人次 |
| ------------------ | ---------------- |
| 2001年（平成13年） | 378              |
| 2002年（平成14年） | 378              |
| 2003年（平成15年） | 393              |
| 2004年（平成16年） | 392              |
| 2005年（平成17年） | 408              |
| 2006年（平成18年） | 416              |
| 2007年（平成19年） | 415              |
| 2008年（平成20年） | 405              |
| 2009年（平成21年） | 441              |
| 2010年（平成22年） | 425              |
| 2011年（平成23年） | 350              |
| 2012年（平成24年） | 307              |
| 2013年（平成25年） | 384              |
| 2014年（平成26年） | 375              |
| 2015年（平成27年） | 391              |
| 2016年（平成28年） | 392              |
| 2017年（平成29年） | 414              |
| 2018年（平成30年） | 408              |

## 車站周邊
- 福山市立大學北本庄校園
- 中國職業能力開發大學（日语：職業能力開発大学校）附屬福山職業能力開發短期大學（日语：職業能力開発短期大学校）（愛稱：福山理工學院）
- 放送大學福山學習中心
- 青葉出版總社
- 東洋汽車學校
- 福山東警署（日语：福山東警察署）本庄交番
- 蘆田川（日语：芦田川）

## 其他
- 在ICOCA的使用紀錄中，此站會標記為。

## 相鄰車站
西日本旅客鐵道（JR西日本）
 福鹽線
福山－備後本庄－橫尾
井原鐵道井原線列車每日設有3往返班次行走於神邊站至福山站之間。

## 注腳
1. ↑  統計福山

## 外部連結
- 備後本庄｜車站資訊：JR出門網 - 西日本旅客鐵道（日語）